# Bootsbau

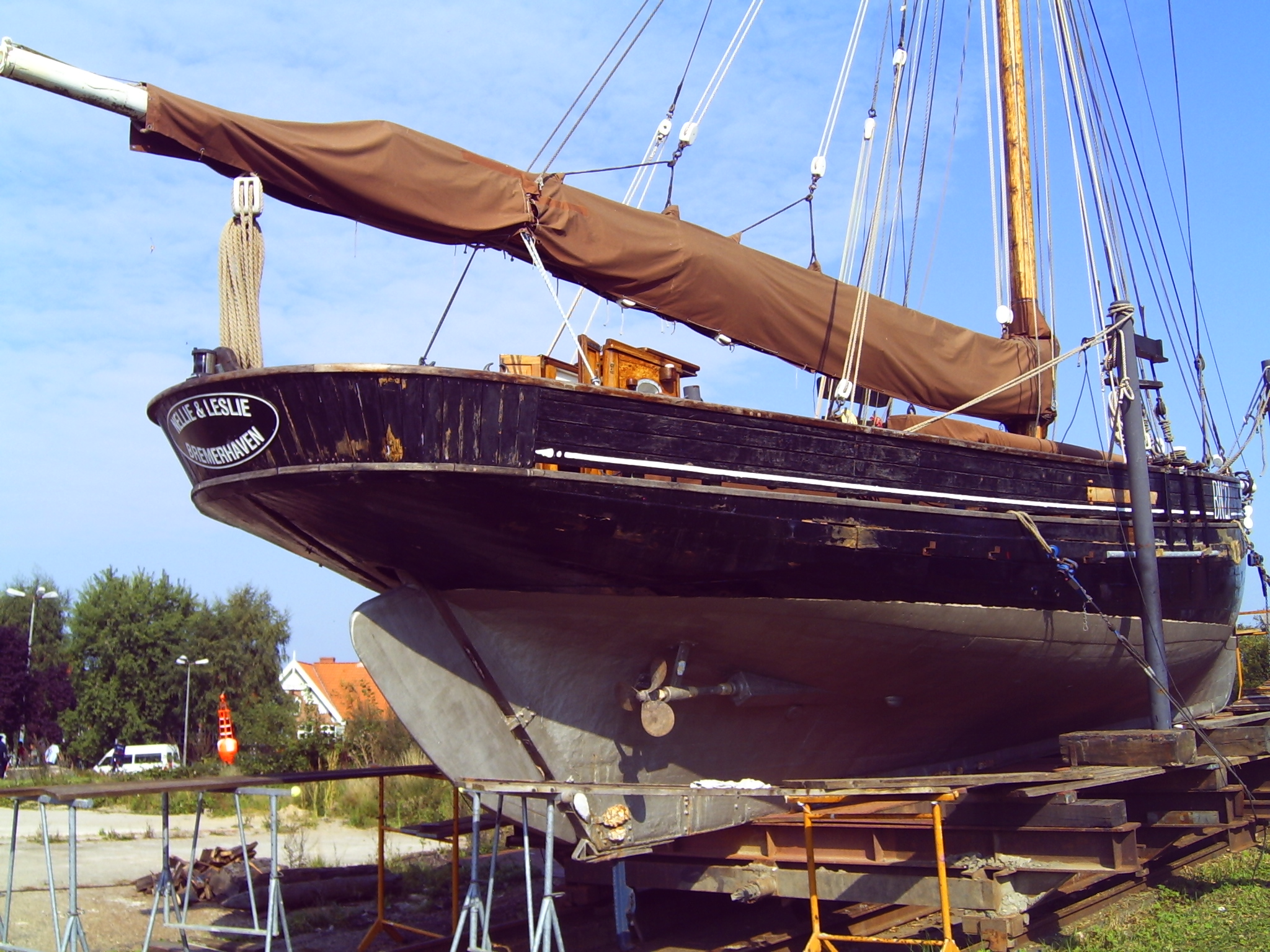
Schiff zur Reparatur auf dem Land

Mit Bootsbau bezeichnet man die Herstellung von Booten durch Bootsbauer allgemein. Verwendete Materialien im modernen Bootsbau sind FVK (Faserverbundkunststoff, meist GFK), Holz, Stahl und Aluminium. Boote werden in Einzel-, Kleinserien- oder Serienbauweise gefertigt. Bedient wird hauptsächlich der Freizeitsektor, wie auch der gewerbliche (Transport- und Passagierschifffahrt, Berufsfischerei) und der staatliche Sektor (Behördenfahrzeuge).
In manchen Betrieben werden unter anderem auch gebietsfremde Formen und Teile aus den verwendeten Materialien hergestellt, woraus auch Spezialisierungen resultieren. Einige Werften nutzen dies als finanzielles Standbein.
Zum Bereich Bootsbau gehört der Service am Boot, die Wartung des Bootes an sich (Rumpf, Aufbau, Rigg) und aller eingebauten Anlagen (Gas, Sanitär, Motor, Elektrik), Transport, Winterlager und Einwintern, Einbau technischer, elektrischer und sanitärer Anlagen, Reparatur, Restaurierung, Innenausbau und Neubau. Oft sind auch Shops an Werften gebunden, in denen beispielsweise Segelzubehör, Beschläge, Seglerbekleidung und Elektronik verkauft werden.

## Geschichte
Die Geschichte des Bootsbaus geht vermutlich bis in die Altsteinzeit (von 120.000 bis 60.000 v. Chr.) zurück, genaue Angaben sind bisher nicht bekannt. Die Vorläufer der heutigen Boote stammen dabei aus ausgehöhlten Baumstämmen, wie sie zum Teil heute noch auf Borneo und Papua-Neuguinea von den Ureinwohnern gefertigt werden. Von den Einbäumen entwickelten sich vermutlich die späteren Holzschiffe durch die Erhöhung des Bordrandes (→ Piroge). Bereits die ägyptische und später insbesondere auch die chinesische Kultur baute große, eindrucksvolle Schiffe für Handel und Transport. Der chinesische Admiral
Zheng He unternahm bereits ab 1405 weite Reisen in den Pazifischen und den Indischen Ozean.
Große Werften kamen erst mit Beginn der industriellen Revolution auf. Erstmals wurden auch Stahl oder Aluminium für die Rümpfe verwendet.

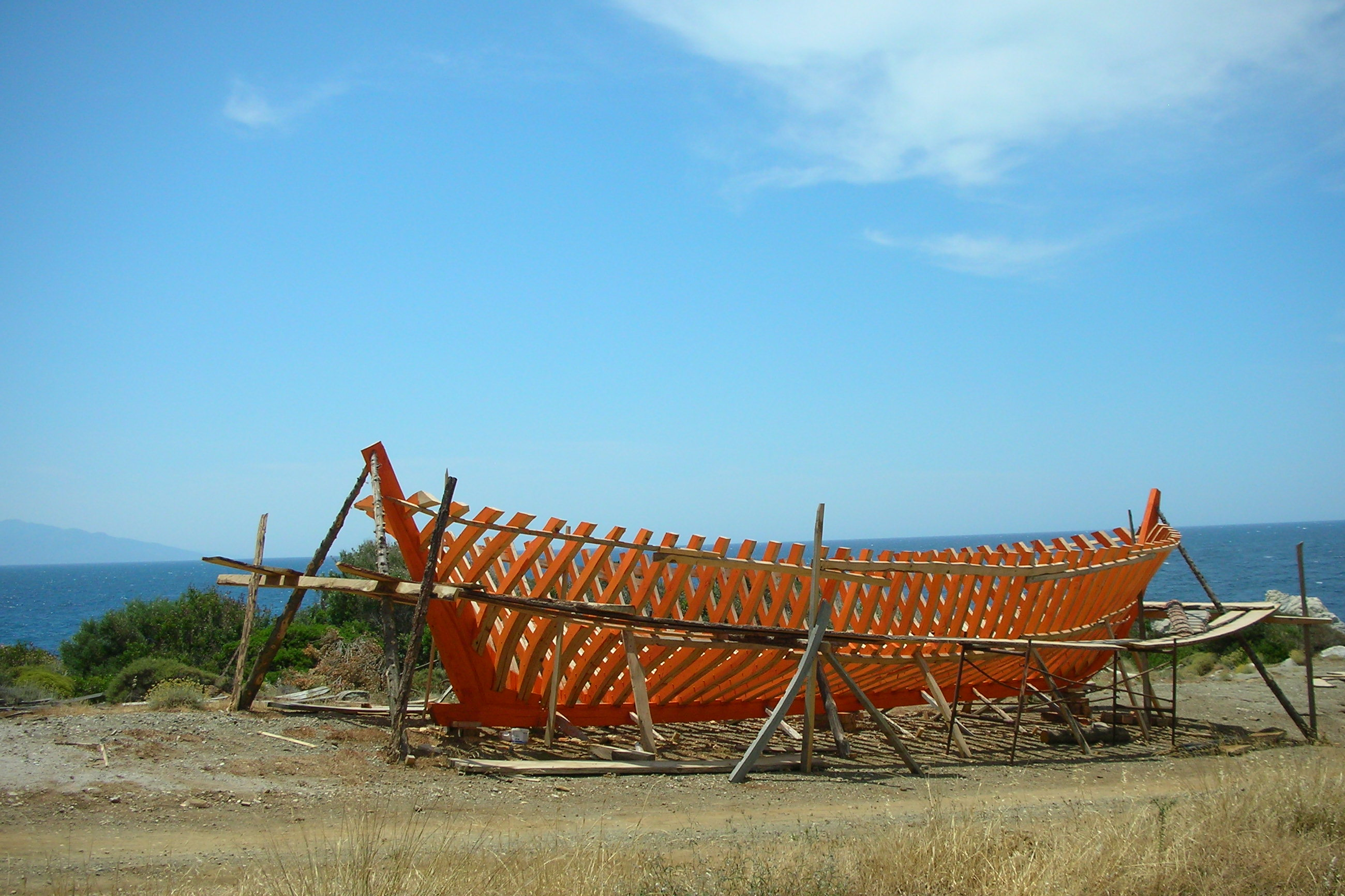
Bootsbau auf Samos, Griechenland

Die Fertigung von Sportbooten erfolgt heute überwiegend in großen Betrieben und aus GFK, während das bis in die Nachkriegszeit vorherrschende Holz kaum noch verwendet wird. Einige kleinere Bootswerften haben sich allerdings auf die Herstellung und Reparatur von Holzbooten (teils mit modernen Bauweisen) spezialisiert.
siehe auch Geschichte des Schiffbaus, Geschichte der Seefahrt

## Bootsbau
Der Moderne Yachtbau verwendet als Grundmaterial vorwiegend sogenannten Glasfaserverstärkten Kunststoff (GFK) für Rumpf und Deck. Für High-Performance-Rennyachten kommen auch kohlenstofffaserverstärkte Kunststoffe oder Aramid zum Einsatz, die aber wesentlich teurer als GFK und daher noch relativ selten sind.

## Bekannte Bootswerften
- Bootswerft von Bjarne Aas in Fredrikstad (Oslofjord, Norwegen)
- Abeking & Rasmussen in Lemwerder bei Bremen
- Anker & Jensen Baatbyggeri in Asker (Oslofjord, Norwegen)
- Bavaria Yachtbau, moderne Großserienwerft in Bayern
- BBG Bootsbau Berlin (für Ruderboote) in Berlin
- Bénéteau, französische Großserienwerft
- Boesch Motorboote, Schweizer Hersteller von Holzmotorbooten
- Colin Archer in Larvik, Norwegen
- Bootswerft Empacher (für Ruderboote) in Eberbach (Baden)
- Hanse Yachts, Großserienwerft in Greifswald
- Jeanneau, französische Großserienwerft, heute Teil von Bénéteau
- Knierim Yachtbau GmbH in Kiel
- Matthiesen & Paulsen und Matthias Paulsen in Arnis
- Bootswerft von Max Oertz in Hamburg
- Bootswerft von Nathanael Herreshoff in Bristol/Rhode Island, USA
- Walsteds Baadeværft (Bootswerft) bei Svendborg, Dänemark

## Ausbildung zum Bootsbauer
Die Ausbildung im Bootsbau gehört zur Gewerkegruppe der Holzberufe und umfasst eine 42-monatige Ausbildung. Neben dem ESA/Hauptschulabschluss empfiehlt sich ein großes handwerkliches Geschick sowie eine hohe körperliche Belastbarkeit und kreatives sowie räumliches Denkvermögen. Da der Beruf zu den eher seltenen Berufen gehört, wird er nur noch an wenigen Berufsschulen unterrichtet, so dass die Beschulung in der Regel in Blockbeschulung mit Unterbringung vor Ort erfolgt.
Auch eine Umschulung zum Bootsbauer ist möglich. Diese ist, wie alle Umschulungen, kürzer als die grundständige Ausbildung und umfasst 28 Monate. Momentan ist der einzige Anbieter dieser Umschulung JiA Jugend in Arbeit gGmbH in Hamburg-Harburg.